# Litanie della Madonna/L'angelo del Signore
Buongiorno Maria / Sei tu la madre è il primo singolo su 7" del Complesso gli Alleluia pubblicato nel 1968 dalla Tank Records.

## Tracce
Lato A
1. Litanie della Madonna (Marcello Giombini, Giuseppe Scoponi)

Lato B
1. L'angelo del Signore (Giuseppe Scoponi, Marcello Giombini)